# Red de Carreteras del Estado
La Red de Carreteras del Estado de España está formada por las carreteras estatales integradas en un itinerario de interés general o cuya función en el sistema de transporte afecte a más de una comunidad autónoma. Su mantenimiento y gestión dependen de la Dirección General de Carreteras del Ministerio de Transportes y Movilidad Sostenible.
La Red de Carreteras del Estado se extiende por 13 comunidades autónomas:  Andalucía, Aragón, Asturias, Cantabria, Castilla-La Mancha, Castilla y León, Cataluña, Extremadura, Galicia, La Rioja, Madrid, Murcia y Comunidad Valenciana. Lógicamente, las comunidades balear y canaria no cuentan con tramos de la red, ya que no pueden afectar a más de una comunidad por su situación insular. Las provincias forales de Navarra y País Vasco no cuentan tampoco con carreteras titularidad de la administración central del Estado, ya que en virtud de sus competencias históricas poseen el control y gestión de las carreteras, entre otras.

## Descripción

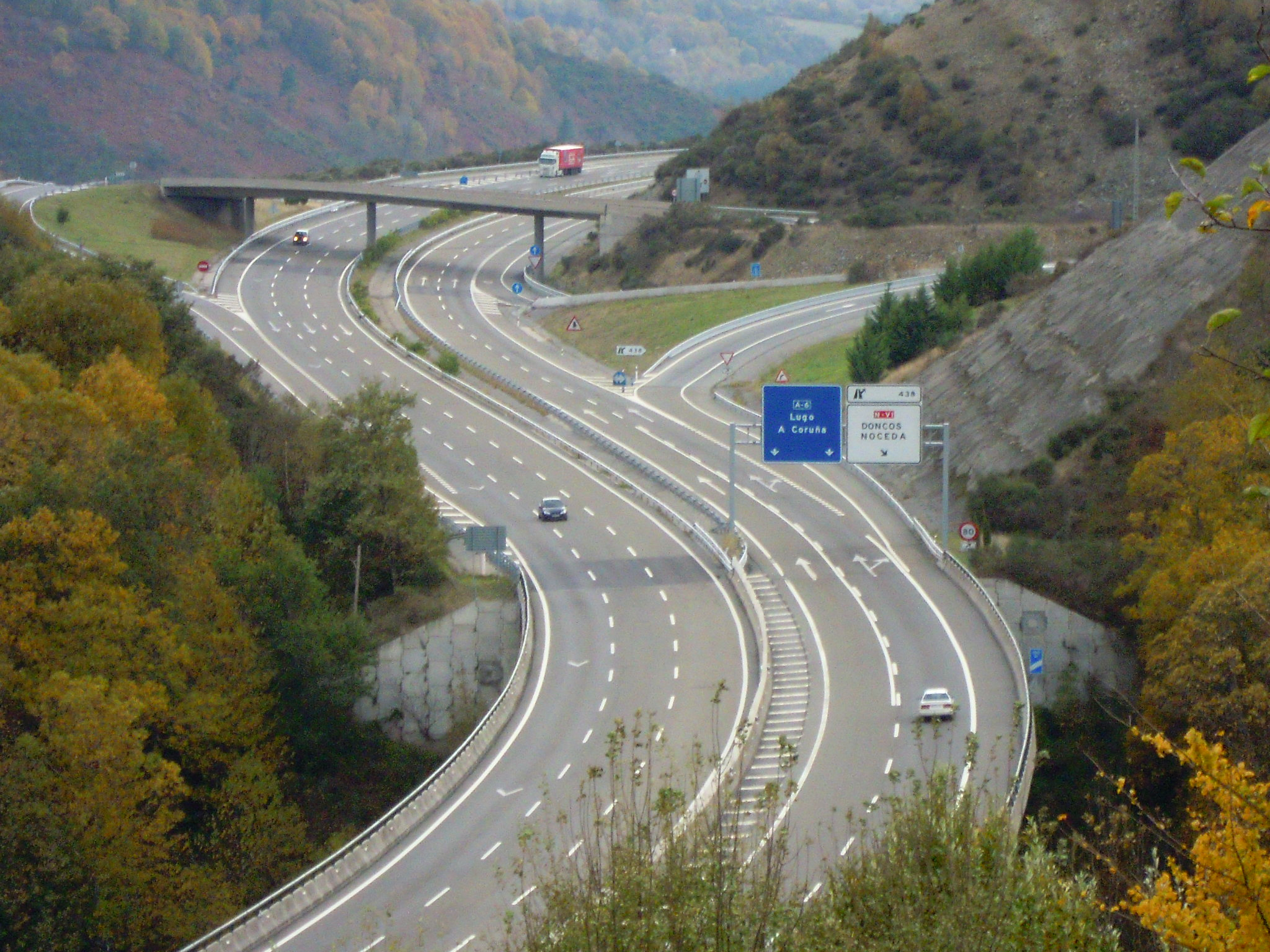
Autovía A-6 (Madrid- La Coruña) a su paso por As Nogais

La red alcanzó su pico de kilómetros en 1979, antes de la cesión de competencias de carreteras a las distintas comunidades autónomas. Por aquel entonces tenía 81 130 km.

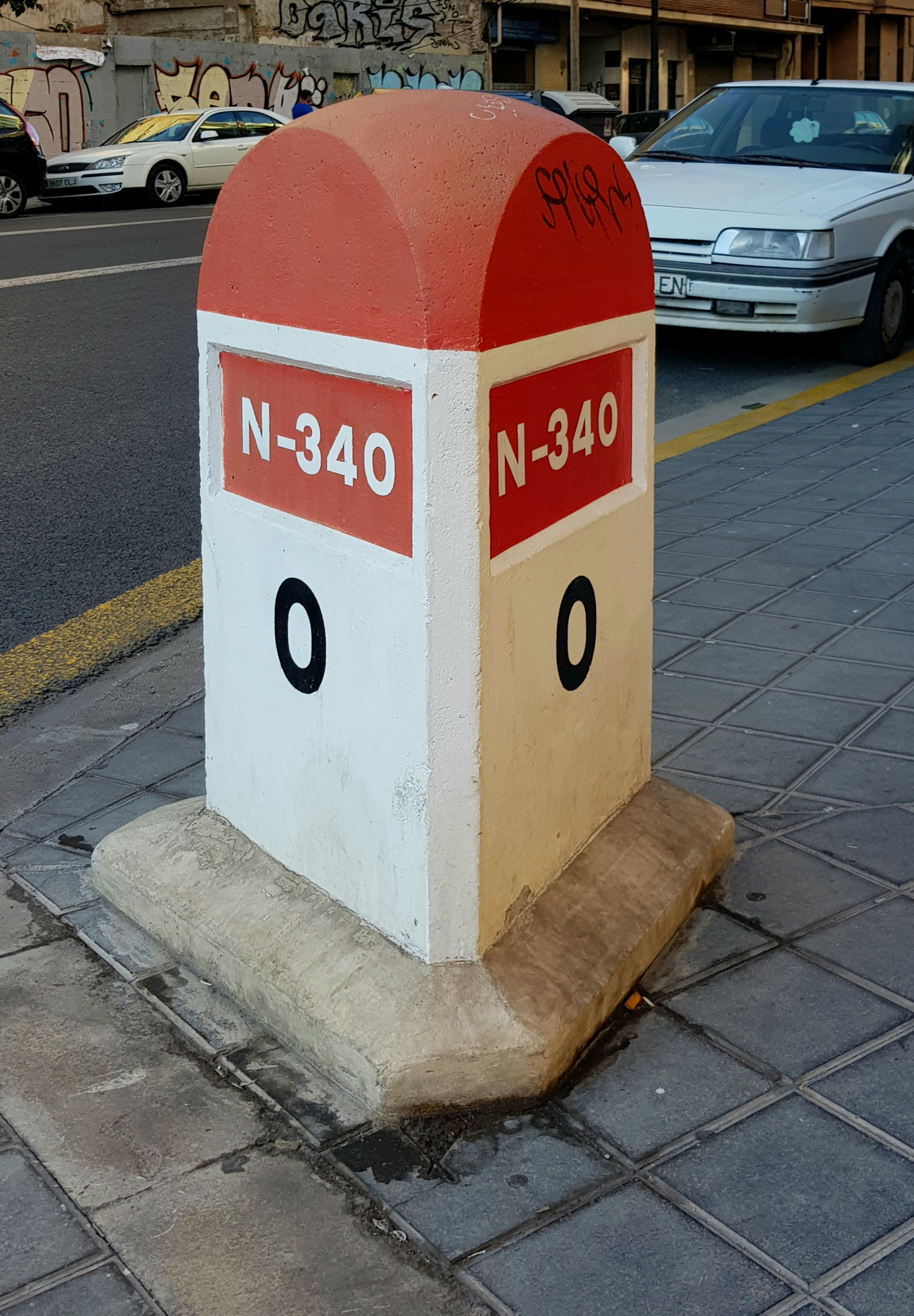
Hito kilométrico en Valencia de la N-340

La Red de Carreteras del Estado (RCE), también llamada Red de Interés General del Estado (RIGE), es competencia del Gobierno de España a través del Ministerio de Fomento y se rige por la Ley 37/2015 de Carreteras. Forman parte de la Red de Carreteras del Estado las Carreteras Nacionales y las Autopistas y Autovías del Estado. En concreto, y clasificando por el tipo de vía, a 31 de diciembre de 2015 la Red de Carreteras del Estado se dividía en: autopistas de peaje (2539 km), autopistas y autovías libres (8840 km), carreteras convencionales (14 387 km) y carreteras de doble calzada (563 km).
La red está constituida por las carreteras estatales integradas en un itinerario de interés general o cuya función en el sistema de transporte afecte a más de una comunidad autónoma. Se consideran itinerarios de interés general aquellos en los que concurra alguna de las siguientes circunstancias:

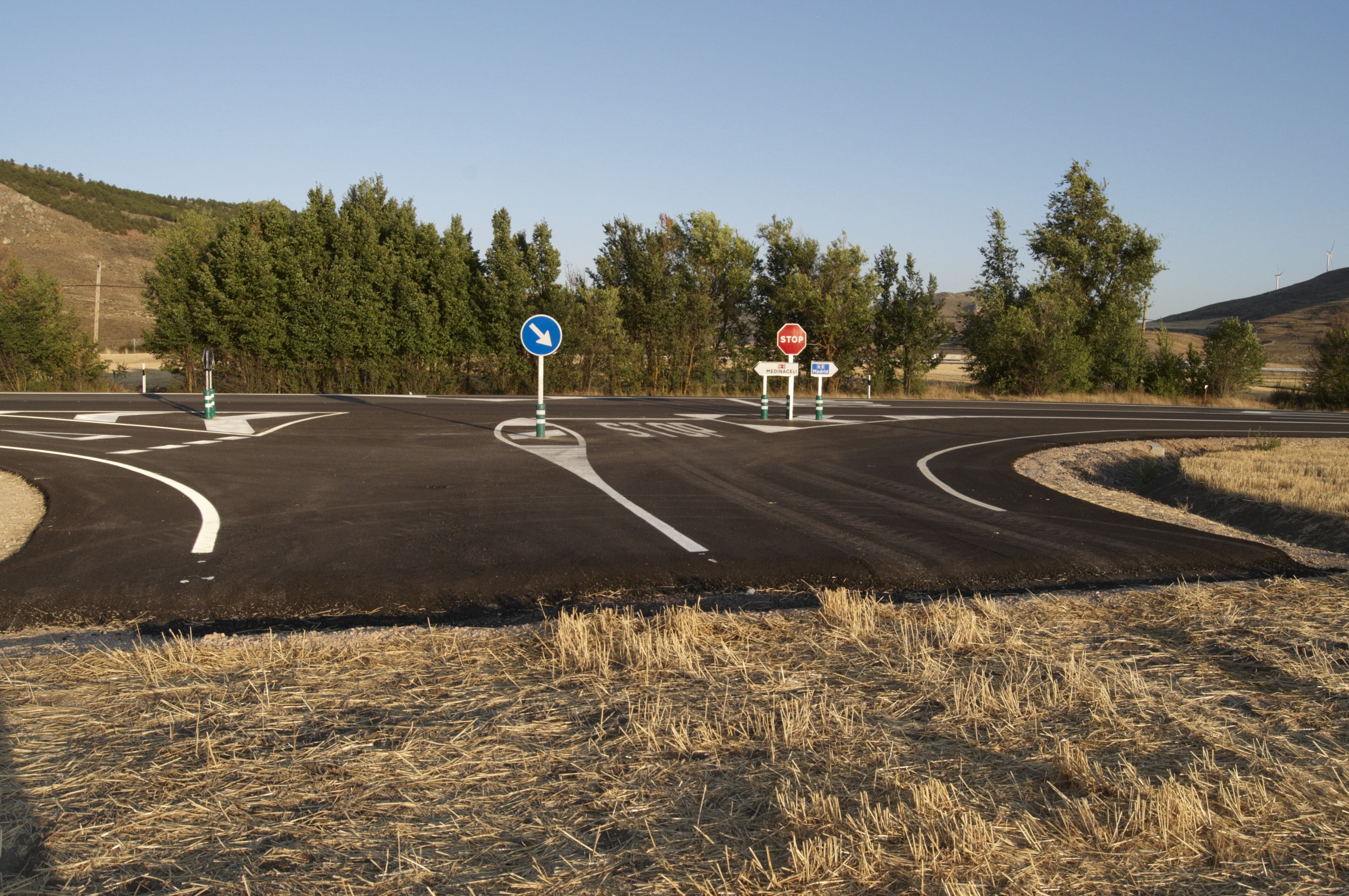
Tramo de carretera a medio terminar que parte de la N-2, al sur de Medinaceli, en la provincia de Soria.

- Formar parte de los principales itinerarios de tráfico internacional, incluidos en los correspondientes convenios.
- Constituir el acceso a un puerto o aeropuerto de interés general.
- Servir de acceso a los principales pasos fronterizos.
- Enlazar las comunidades autónomas, conectando los principales núcleos de población del territorio del Estado de manera que formen una red continua que soporte regularmente un tráfico de largo recorrido.

En lo referente a la normativa aplicable, las carreteras del Estado se rigen por la Ley 37/2015, de 29 de septiembre, de Carreteras; el Real Decreto 1231/2003, de 26 de septiembre, por el que se modifica la nomenclatura y el catálogo de las autopistas y autovías de la Red de Carreteras del Estado; el Real Decreto 1812/1994, de 2 de septiembre, por el que se aprueba el Reglamento General de Carreteras; y diversas Instrucciones Técnicas aprobadas por órdenes ministeriales, como la Orden FOM/273/2016, de 19 de febrero, por la que se aprueba la Norma 3.1- IC Trazado, de la Instrucción de Carreteras.